# Karel Střelka
Karel Střelka (23. září 1896 Vršovice – 1. ledna 1964 Praha) byl československý legionář, generál, příslušník Československé armády v zahraničí v období druhé světové války a politický vězeň komunistického režimu.

## Život

### Před první světovou válkou
Karel Střelka se narodil 23. září 1896 ve Vršovicích. Vychodil měšťanskou školu a vystudoval Umělecko-průmyslovou školu v Praze a stal se sochařem.

### První světová válka
Karel Střelka byl v roce 1915 odveden do c. a k. armády a odeslán na ruskou frontu. Zde 7. července téhož roku do zajetí a hned následující měsíc se přihlásil do České družiny. S Československými legiemi absolvoval Sibiřskou anabázi a do Československa se vrátil v červnu 1920 v hodnosti poručíka.

### Mezi světovými válkami
Karel Střelka zůstal po návratu do vlasti v armádní službě. Sloužil jako velitel roty u pěšího pluku 13 v Šumperku a u dalších pěších pluků, absolvoval řadu vojenských vzdělávacích kurzů. K 1. prosinci 1931 byl zařazen jako zpravodajský důstojník u 3. divize v Litoměřicích, k 26. listopadu 1934 u 2. oddělení Zemského vojenského velitelství v Praze. Protože hrubě porušil služební povinnosti, byl k 1. únoru 1937 převelen do funkce zástupce velitele 1. praporu pěšího pluku 24 v Moravských Budějovicích. Všeobecné mobilizace v roce 1938 se nezúčastnil z důvodu pobytu v nemocnici. Dosáhl hodnosti majora.

### Druhá světová válka
Po německé okupaci byl Karel Střelka k 30. červnu 1939 propuštěn z t. č. rušené Československé armády a od 11. srpna téhož roku nastoupil do zaměstnání na pražský magistrát. Dne 7. května 1940 ilegálně opustil Protektorát Čechy a Morava a 4. června téhož roku se v Bělehradě přihlásil do československého zahraničního vojska. Zastával velitelské funkce u Československého pěšího praporu 11 - Východního, se kterým se účastnil operací na Blízkém východě včetně bojů u Tobruku. Po reorganizaci pluku na protiletadlový byl k 4. listopadu 1942 ustanoven velitelem výcvikového střediska. Dne 18. dubna 1943 odletěl do Sovětského svazu, kde se 5. červenci téhož roku v Novochopjorsku ujal funkce 1. pěšího praporu 1. československé brigády. Po nátlaku sovětské strany byl k 9. září této funkce zbaven a ustanoven velitelem náhradního praporu v Buzuluku a poté v Jefremově. K 3. červnu 1944 byl náhradní pluk reformován na 3. československou samostatnou brigádu a Karel Střelka se stal jejím velitelem. S jednotkou se zúčastnil Karpatsko-dukelské operace, ale opět na zásah sovětského velení byl po bojích u Wrocanky 1. října 1944 funkce zbaven. Od prosince 1944 pak působil u Velitelství osvobozeného území. Dosáhl hodnosti podplukovníka.

### Po druhé světové válce
Od srpna 1945 působil Karel Střelka na Ministerstvu národní obrany, od ledna 1946 pak jako styčný důstojník u osídlovací komise Zemského národního výboru. K 15. červnu téhož roku se vrátil zpět na ministerstvo do Kanceláře legií. Od února 1947 do dubna 1948 sloužil jako zástupce velitele pěšího pluku 9. Krátce po povýšení na plukovníka byl komunistickou mocí během jara 1948 postupně odeslán do výslužby. V roce 1951 byl zatčen a odsouzen k trestu odnětí svobody. Částečně rehabilitován byl v roce 1960, plně až posmrtně v roce 1992. Zemřel 1. ledna 1964 v Praze.

## Ocenění

### Vyznamenání
- 1916 a 2x 1917 Řád sv. Jiří (Rusko) postupně IV., III. a II. stupně
- 1922 Československý válečný kříž 1914–1918
- 1922 Československá revoluční medaile
- 1922 Československá medaile Vítězství
- 1923 Řád sokola s meči
- Řád bílého orla (Srbsko)
- Croix de guerre avec palme
- 1942 Československý válečný kříž 1939
- 1942 Národní řád cedru

### Posmrtná ocenění
- Karel Střelka byl in memoriam povýšen do hodnosti generálmajora